# Picanya Bàsquet
El club Picanya Bàsquet va ser fundat l'any 1989 amb el suport de la Regidoria d'Esports de l'Ajuntament de Picanya i la col·laboració de l'equip directiu del CEIP Ausiàs March en deixar per a l'entrenament de l'equip de l'única pista amb il·luminació en aquell moment.
La primera temporada en competició oficial a la Federació de Bàsquet, a la 3a divisió provincial, fou la 1989-1990 amb un equip sènior dirigit pel navarrès Javier Garcia Manso.
La temporada 1991-1992, l'equip va aconseguir l'ascens a primera divisió provincial i en la temporada següent va disputar la fase d'ascens a preferent.
L'equip sénior femení va aconseguir la primera posició a la competició a segona provincial la temporada 1992-1993 i per Federació de Bàsquet de la Comunitat Valenciana l'ascens a primera.
Durant la competició dels anys 1996-1997 l'equip sénior masculí tornà a baixar a segona provincial encara que a la 1997-1998 es va aconseguir el subcampionat d'aquesta categoria tornant a primera provincial.
Durant molts anys han organitzat el torneig 3 contra 3, competicions per a menuts i joves i fins i tot han participat en els intercanvis entre Picanya i Panasòu.
La inauguració del Pavelló Esportiu Municipal Vicent Martí "Galan" a Picanya va fer possible organitzar les categories inferiors del club.
Equips
| - Prebenjamí - Benjamí - Aleví femení - Aleví masculí - Infantil femení | - Infantil masculí - Cadet femení - Cadet masculí - Júnior femení - Júnior masculí | - Sénior femení Preferent - Sénior masculí Preferent - Sénior masculí 1a divisió estatal |